# Арппе, Нильс Людвиг
Нильс Людвиг Арппе (швед. Nils Ludvig Arppe; 19 декабря 1803, Кидес, Королевство Швеция — 9 декабря 1861, Вяртсиля, Великое княжество Финляндское) —
финский промышленник.
Арппе изучал юриспруденцию, но вернулся на родину, где вместе со своим родственником Йоханом Фабрициусом организовал лесопилку. Впоследствии он владел многими лесопильными заводами и большой площадью лесов. Благодаря экономическому регулированию лесных ресурсов он начал вырабатывать железо из местных ресурсов лимонита.
В 1832 году Арппе построил первый пароход в Финляндии. Он также экспериментировал в методологии лесоводства и сельского хозяйства. Его дело легло в основу и поныне существующей машиностроительной компании «Wärtsilä».

## Ранняя биография и образование
Родителями Нильса Людвига Арппе были законоговоритель Нильс Арппе и Маргарета София (в девичестве Вегелиус). Он был вторым по старшинству среди восьми детей Нильса от трёх браков. Дома в семье разговаривали на шведском языке, который Нильс Людвиг использовал и в своих переписках. Он также прекрасно владел финским, а языком обучения в его школе в Савонлинне был немецкий. Нильс Людвиг посещал гимназию в Турку, которую закончил в 1820 году. Затем он пошёл по стопам отца, изучая право. В 1823 году Нильс Людвиг получил квалификацию юриста, после чего недолгое время проработал стажёром в апелляционном суде в Ваасе. В том же году он оставил карьеру адвоката, причиной стала неожиданная смерть отца. Нильс Людвиг полагал, что не сможет зарабатывать достаточно в качестве юриста, чтобы иметь возможность заботиться о своих братьях и сёстрах, и поэтому вернулся в Северную Карелию.

## Лесопилка Ляскеля
В 1859 году Арппе вернулся в лесную промышленность, купив лесопильный завод Ляскеля. Поскольку лесопилка располагалась на реке Янисйоки, которая также протекает через Вяртсиля, последняя стала основным местом нахождения компании Арппе.

## Личная жизнь
Арппе женился на Жаннетт Шарлотте Портан в 1841 году, но она умерла уже в 1843 году. В 1845 году он женился на её сестре Матильде, скончавшейся десять лет спустя. Третьей супругой Арппе стала Амалия Кристина Зайц. В общей сложности у Нильса Людвига Арппе было 11 детей.
Арппе оставался верен своей малой родине и обладал репутацией человека, на слово которого можно рассчитывать. Хотя он был жёстким в деле промышленником, у него была способность выявлять способных людей среди необразованных крестьян и ставить их на ответственные должности. Среди таких были Танели Рувинен, Стафан Рийконен и Пол Хендунен, которые работали в качестве управляющих на его производствах.
Арппе имел далеко идущие планы по развитию своего дела, но они не были реализованы из-за его тяжёлой болезни. Несмотря на свою частичную парализованность он хотел присутствовать на месте, когда последняя часть оборудования для его прокатного завода переправлялась по реке Янисйоки в Вяртсилю. Арппе умер в 1861 году, незадолго до эпохи экономического дерегулирования в Финляндии.
Арппе оставил в наследство значительное количество земли. По оценкам оно составил от 120 000 до 130 000 гектаров. Его дело было продолжено и привело к развитию машиностроительной компании «Wärtsilä».